# Povls Bro

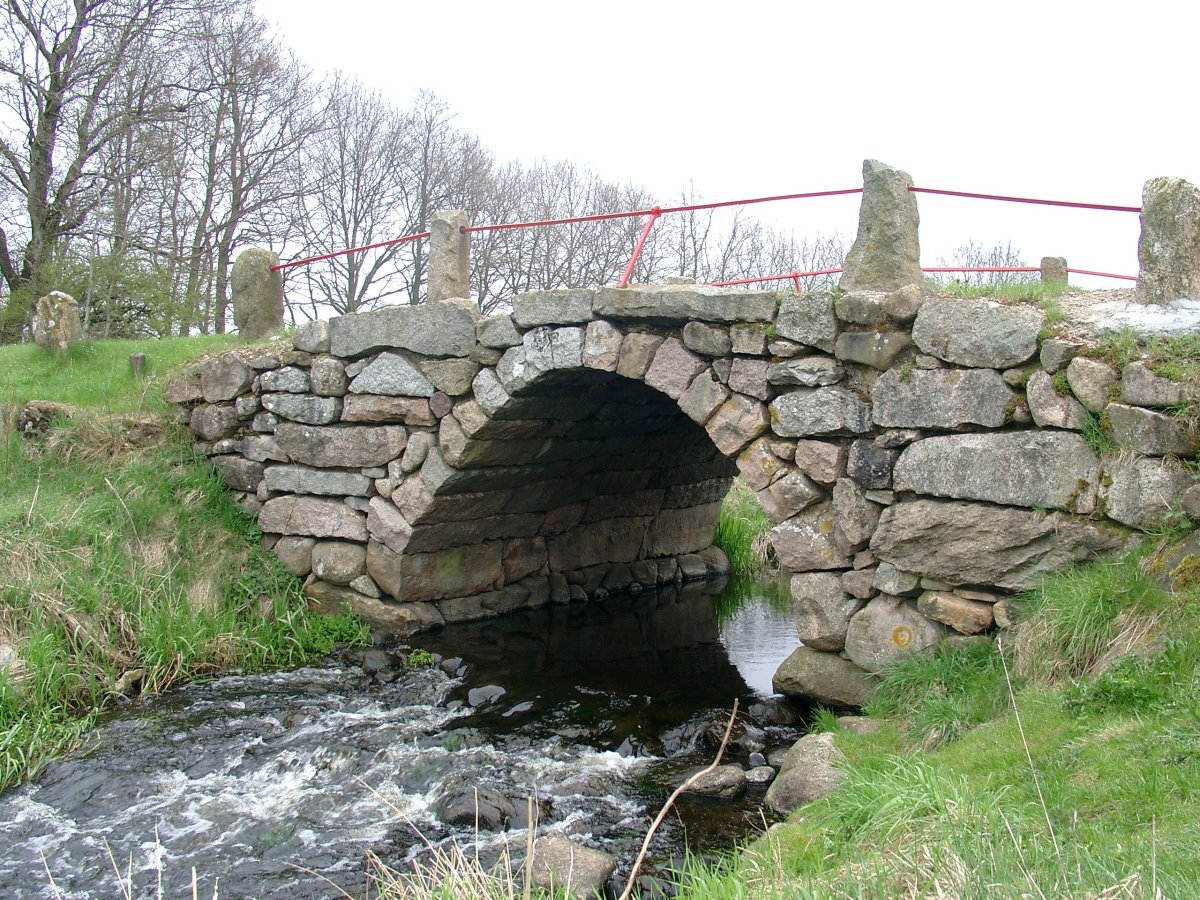
Die Povls Bro von 1844 überquert den Bach Bjerndrup Mølleå

Povls Bro (deutsch Povls-Brücke) ist eine der wenigen noch erhaltenen Steinbrücken entlang des alten Ochsenweges (dänisch Hærvejen) in Sønderjylland, Dänemark.

## Lage und Name
Die Brücke liegt nordöstlich des Ortes Bjerndrup in der Kommune Aabenraa (deutsch Apenrade) und überquert als Teil der Straße Alter Ochsenweg (dänisch Gamle Oksevej) die Bjerndrup Mølleå (deutsch Bjerndruper Mühlenbach).
Der Name der Brücke leitet sich von dem damaligen Povls Kro (deutsch Povls Krug) ab, der nördlich der Brücke gelegen war. In dieser Gastwirtschaft konnten die Viehtreiber, die den Ochsenweg nach Süden zu den Märkten nutzen sich stärken und übernachten, während die Ochsen und anderes Vieh auf den Feldern rund um den Povls Kro grasen konnten. Heute hat der damalige Heerwegskrug seine Funktion als Gastwirtschaft verloren und ist Teil des dortigen Hofes geworden.

## Konstruktion
Die im Jahr 1844 errichtete Brücke ersetzte eine Eichen-Holzbrücke aus dem Jahr 1780. Die erste Eichen-Holzbrücke stammte aus dem Jahr 1744 und wurde finanziert von Gut Søgård. Beide Holzbrücken mussten ständig ausgebessert und repariert werden.
Die Povls Bro ist eine Einbogen-Brücke aus Granitsteinen. Wie die Immervad Bro ist sie konstruktiv eine Steinbalkenbrücke, aber bei der Povls Bro sind die Steinbalken nicht in Längsrichtung, sondern quer und in Form eines Rundbogens angeordnet. Das verleiht ihr eine größere Stabilität, zumal zusätzlich Mörtel verwendet wurde und so eine zusätzliche Stabilität erreicht wird. An den Steinbalken findet man heute noch die Meißelspuren der Steinmetze.
Die 3,75 m lange und 5,00 m breite Steinbrücke ist eine gewölbte, selbsttragende Granitsteinbrücke aus roh gehauenen Granitblöcken verschiedener Größen. Die Seiten der Brücke wurden um die Granitblöcke herum gebaut und der Raum wurde mit Felsbrocken gefüllt, wonach die befestigte Straße verlegt wurde. Dann wurde der Zugangsdamm auf beiden Brückenseiten gebaut und gepflastert. Der Eigentümer von Årstoft, Josias Wilhelm Mylord, war für die Arbeiten verantwortlich, der 137 Reichsbanktaler für den Bau der Brücke erhielt.
1970 wurde die Povls Bro restauriert und verstärkt und sieht heute genauso aus wie sie 1844 gebaut wurde. Die Brücke ist heute in ständigem Gebrauch und ist auch von Fahrzeugen einschließlich Personenkraftwagen nutzbar.

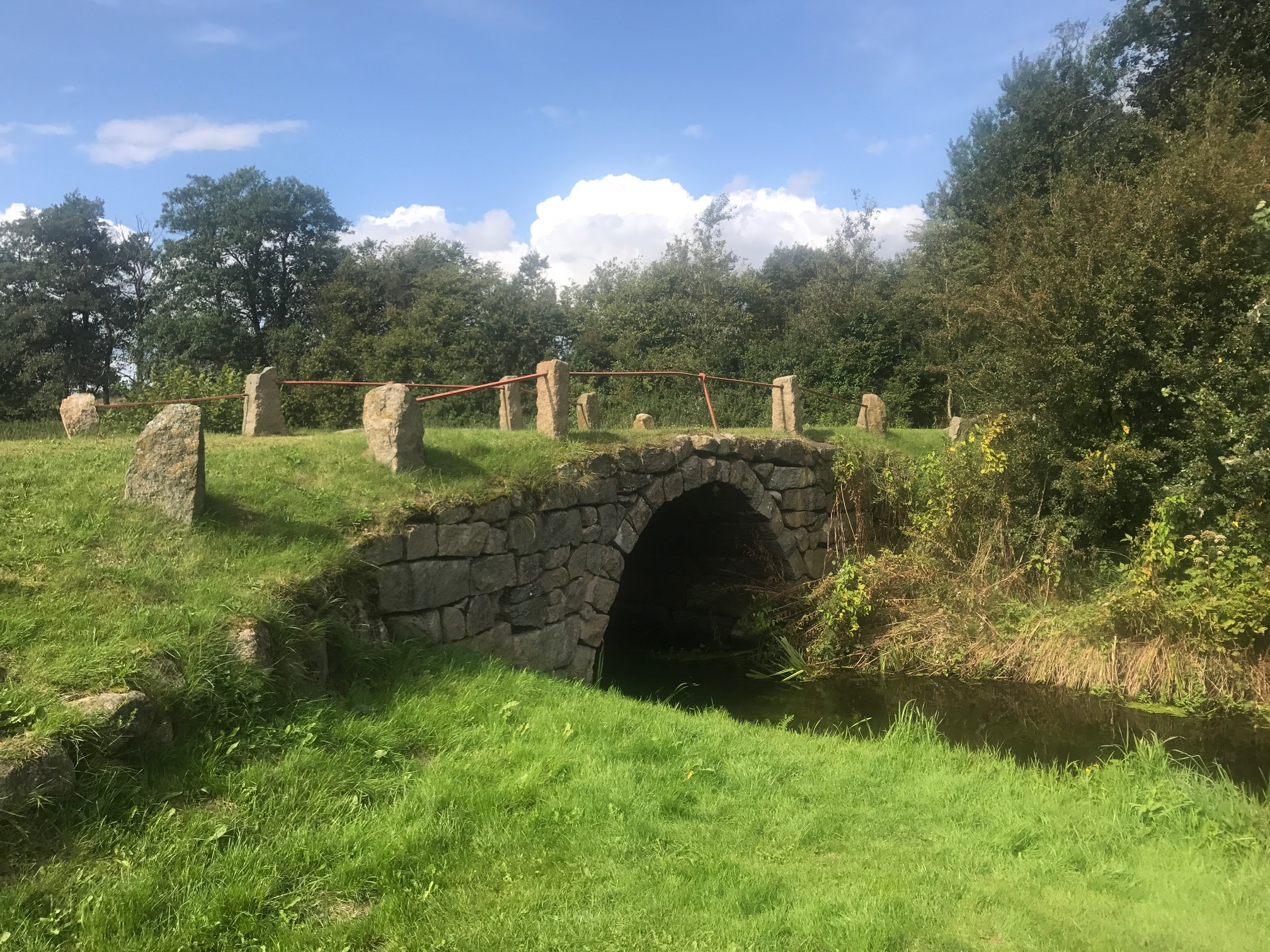
Povls Bro
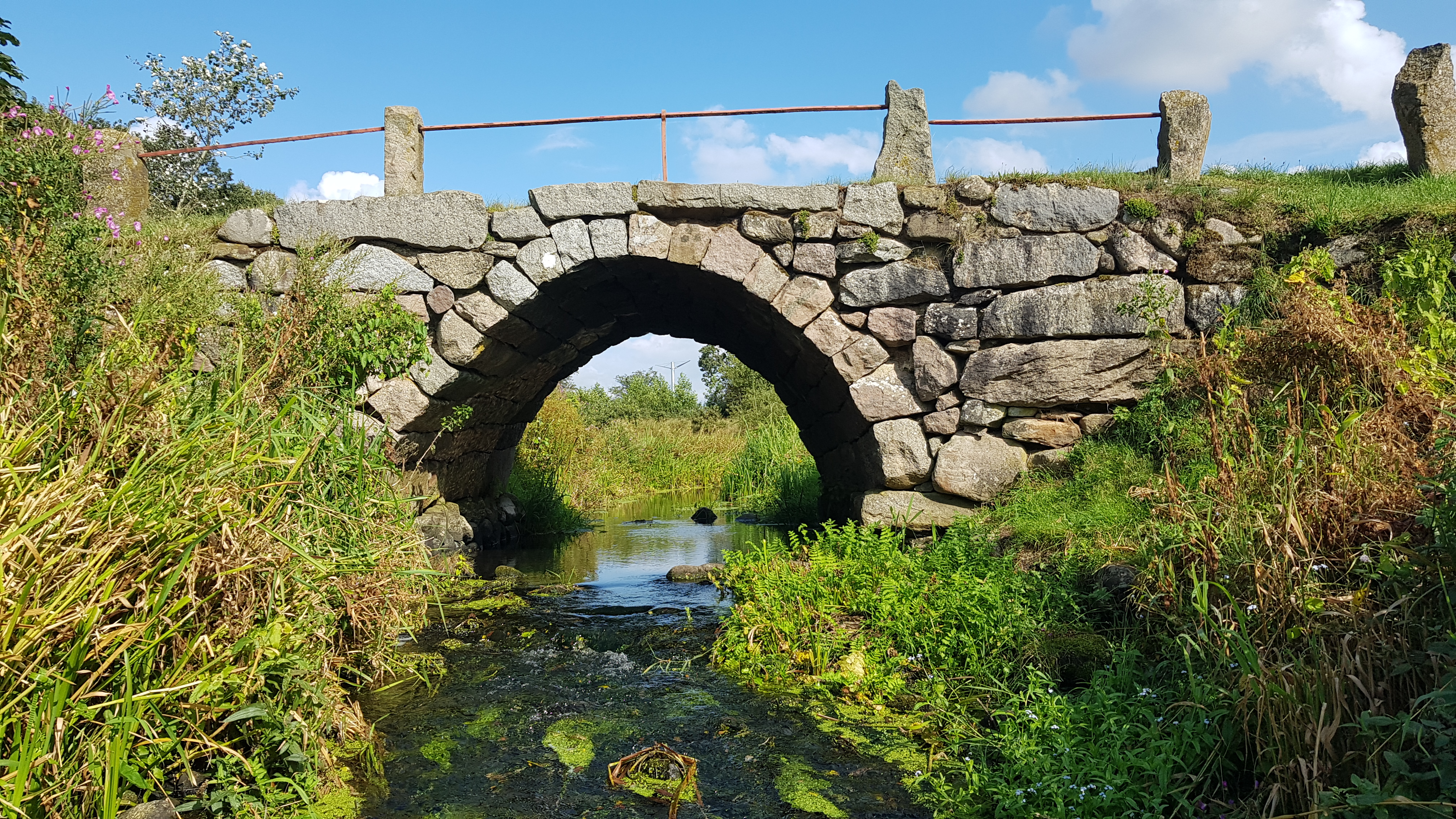
Povls Bro
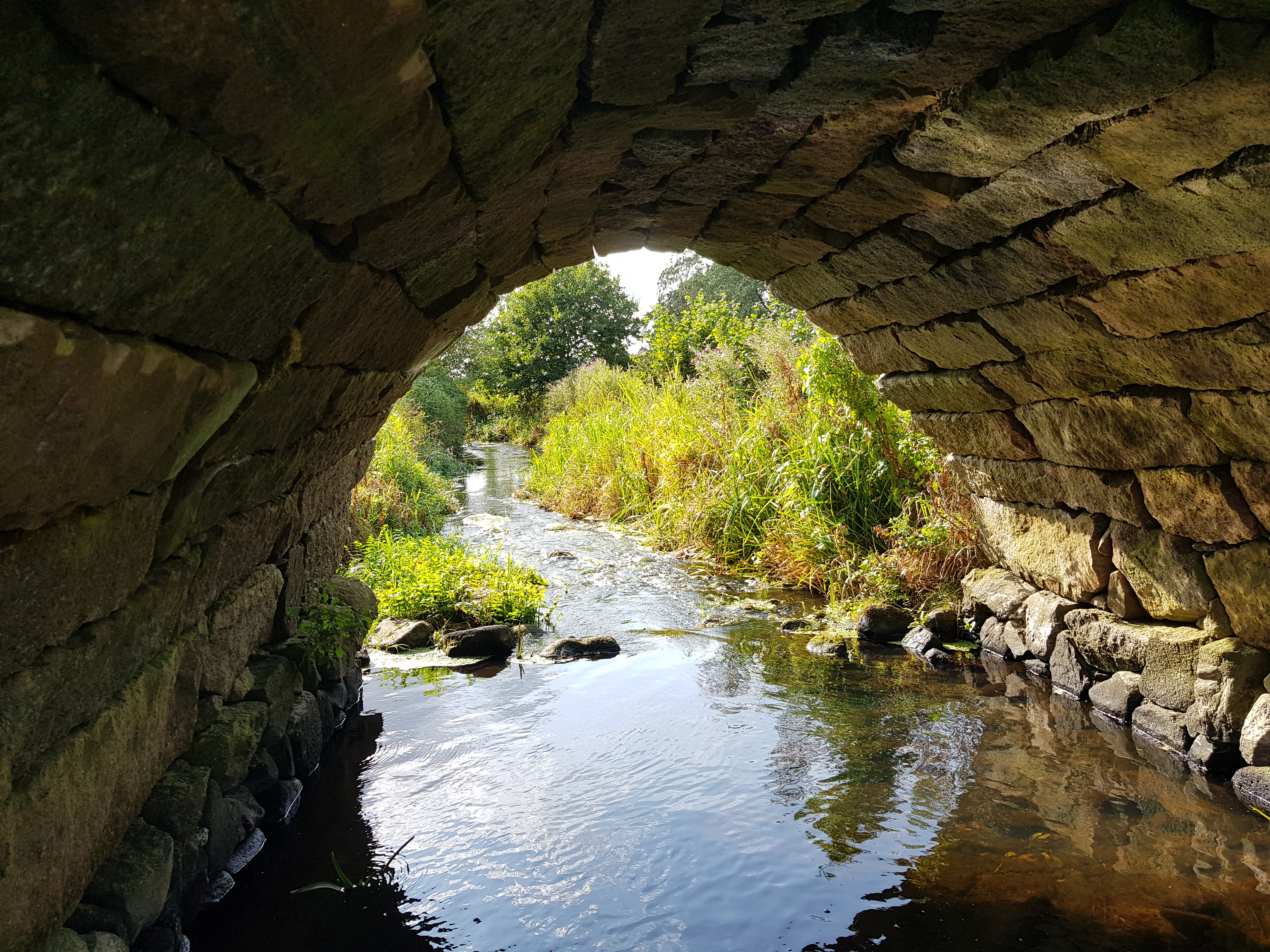
Povls Bro
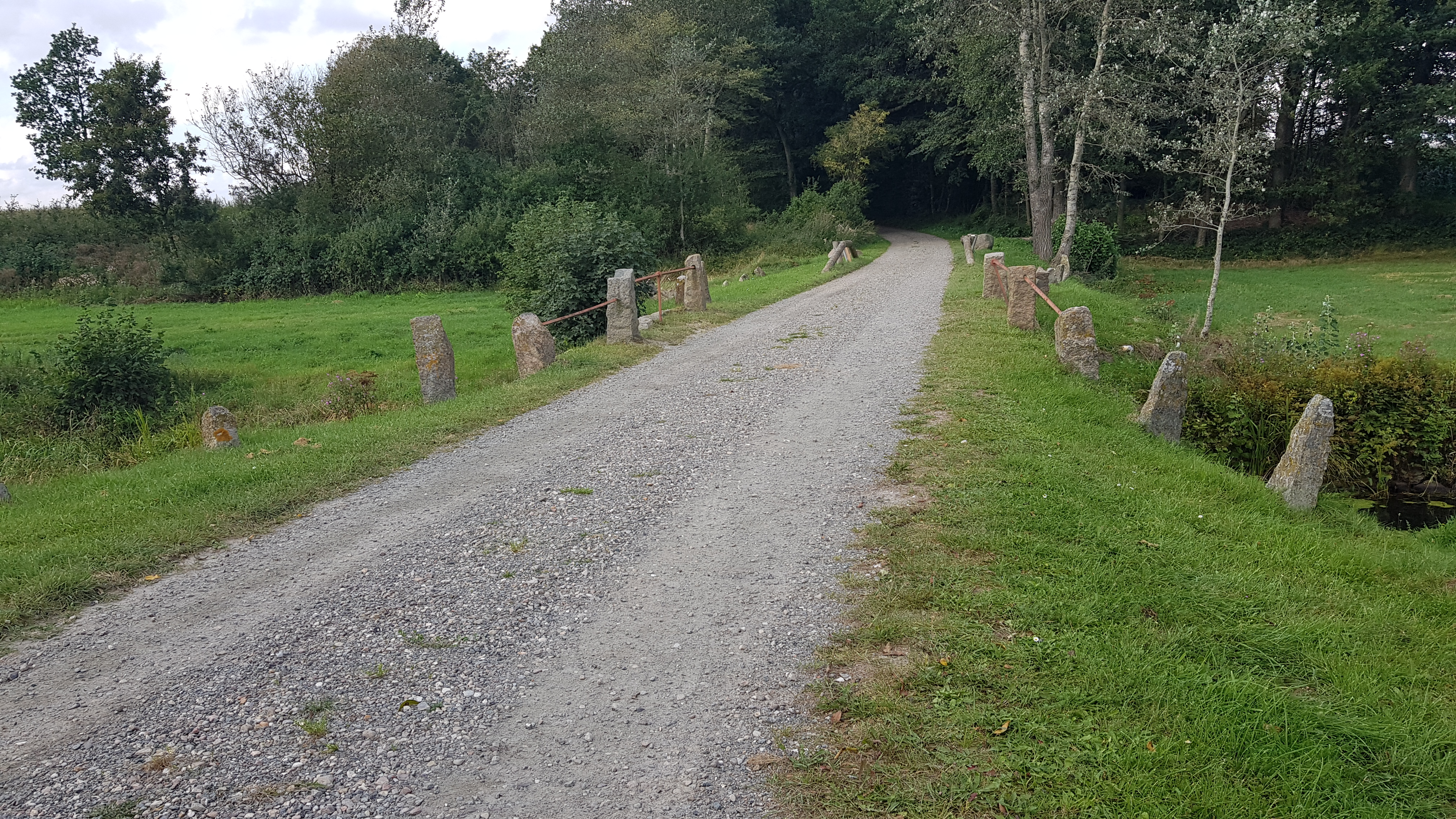
Fahrbahn über die Povls Bro
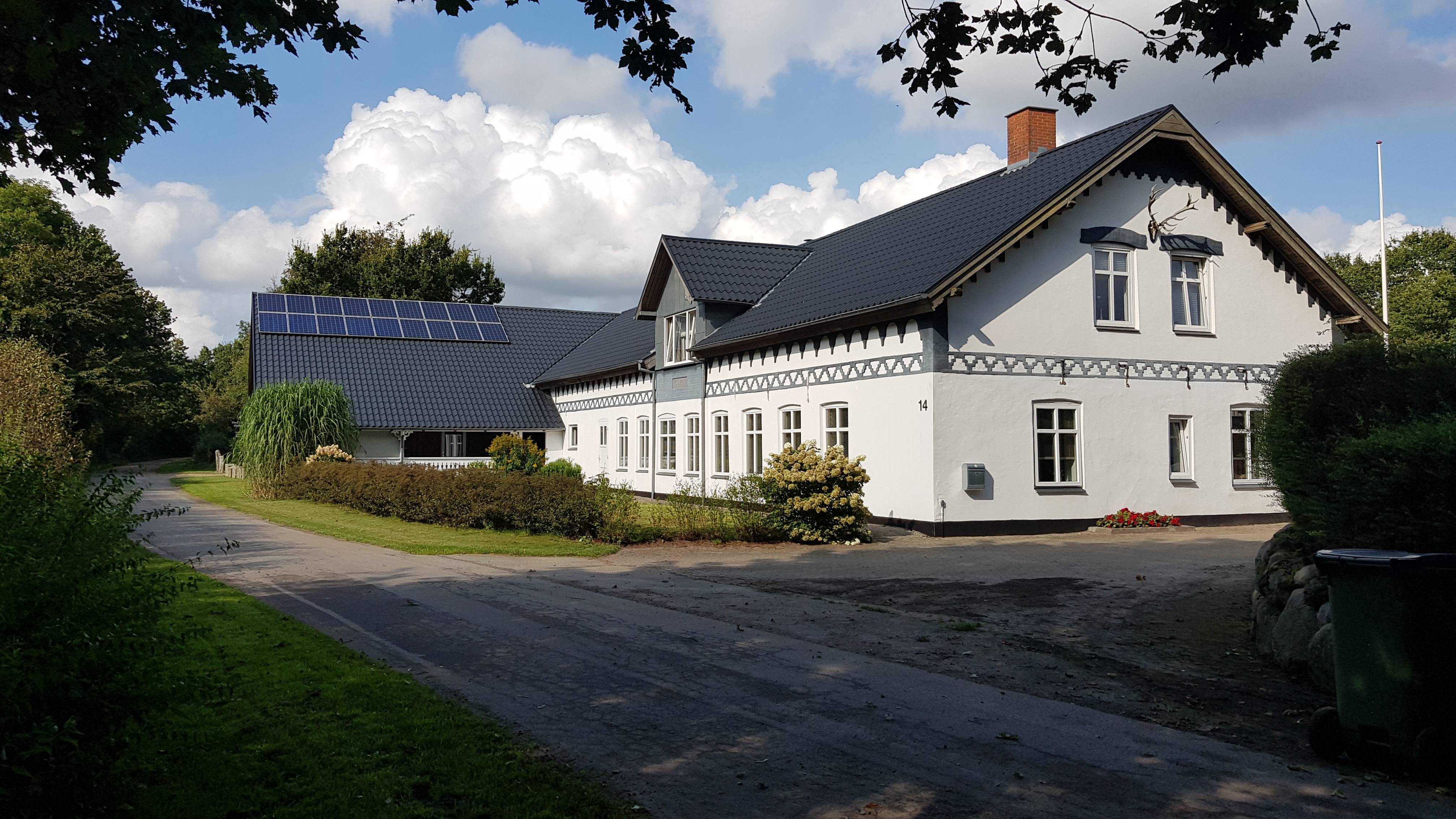
Povls Kro